# Table du Val Polcevera
Pour les articles homonymes, voir Polcevera (homonymie).
La table du Val Polcevera est une table de bronze découverte en 1506, près de l'actuel village de Pedemonte di Serra Riccò dans le Val Polcevera. Elle fournit de nombreux renseignements sur les populations qui habitaient le val Polcevera à l'époque de la création de la Via Postumia. Il s'agit d'une sentence, prononcée par le Sénat romain en 117 av. J.-C., destinée à mettre fin à une controverse sur le tracé des limites entre les tribus ligures des Genuates et des Veiturii Langenses, qui habitaient le haut val Polcevera. Le territoire qui faisait l'objet du litige avait son centre là où se trouve actuellement le village de Langasco et comprenait la majeure partie de la vallée en rive gauche du torrent Verde et de la rivière San Martino, c'est-à-dire toute la zone qui constitue actuellement la commune de Campomorone.

## Description et contenu
La table de bronze du Polcevera est une feuille de bronze sur laquelle est gravée une inscription en langue latine. Elle est importante, non seulement pour l'histoire locale, mais aussi pour l'épigraphie latine, l'histoire du droit et la linguistique. Elle est actuellement (2010) conservée au Musée municipal d'archéologie ligure de Pegli.
La table est une mince feuille de bronze, de 0,2 cm d'épaisseur, de 38 cm de haut et 48 cm de large. Cette feuille, en bon état de conservation, porte une inscription latine sur 48 lignes. La sentence est due à deux magistrats romains, les frères Minuci Rufi, dont les noms sont bien visibles dans la partie supérieure du texte. Elle date de 117 av. J.-C. et règle une question de limites qui opposait les Genuates, habitant Gênes, et les Viturii Langenses, installés dans le haut Val Polcevera. Cette sentence est aussi connue sous le nom de « Sententia Minuciorum », du nom des deux magistrats qui l'ont rendue.
À cette époque, Gênes, cité alliée de Rome, jouissait de la suzeraineté sur les populations de l'intérieur des terres. Celles-ci disposaient de leur propre territoire (ager privatus) et possédaient et cultivaient des terres appartenant à cet ager publicus. Le contentieux venait du fait que les Viturri entendaient consolider et étendre leur présence sur ce dernier, au détriment des Genuates.

## Découverte
La relique a été découverte en 1506, dans le lit du torrent Pernecco, à Pedemonte di Serra Riccò, par un agriculteur local, Augustin Pedemonte qui labourait une parcelle de terre. On suppose que la table était conservée dans un sanctuaire ou un lieu de rencontre des diverses populations ligures de la zone, situé sur les pentes du mont Pizzo, qui domine Pedemonte. La table aurait été entraînée dans la vallée par un glissement de terrain, pour se retrouver sur la berge du torrent.

La table est alors vendue à un chaudronnier génois, mais, avant qu'elle ne soit fondue, la nouvelle de la découverte d'une inscription antique atteint l'évêque et historien Agostino Giustiniani. Ce dernier la fait alors acquérir par le gouvernement de la république de Gênes. Le texte de l'inscription est publié, pour la première fois, à Paris en 1520, par Jacopo Bracelli, chancelier de la république de Gênes. Il est ensuite traduit en italien par Giustiniani, qui en fait mention dans ses Annales, où il donne une description détaillée de la table : 

« La table est de forme pratiquement carrée, d'une taille d'un peu moins de deux paumes, la matière en est un mélange de bronze qui contient un peu d'argent. Elle a été trouvée par le paysan Génois Agostino di Pedemonte en l'an mille cinq cent six dans la vallée du Polcevera à sec, dans la ville d'Izosecco sous terre, creusant avec la pelle en sa possession ; et il la porte à Gênes pour la vendre. Et le Sénat, après qu'on lui eut fait comprendre de quelle importance était cette table, la racheta, et fut reconnaissant à celui qui lui en avait donné l'information. Et il la fit rapporter en place publique dans l'église de Saint-Laurent dans le mur entourée de marbre blanc, à côté de la chapelle du glorieux saint Jean Baptiste de la partie orientale en souvenir perpétuel. Et pour qui veut bien réfléchir, il ne s'est pas trouvé depuis de nombreuses années une antiquité qui se puisse égaler ou comparer à celle-ci, de laquelle nous avons fait une petite notice de l'œuvre latine pour la compréhension plus aisée de celle-ci ; car le langage est ancien, très différent du parler de Cicéron et des autres auteurs postérieurs et réformateurs de la très ancienne langue latine »

— Agostino Giustiniani, Annali della Repubblica di Genova
.
Comme Giustiniani, de nombreux autres auteurs du passé parlent de la « table du Polcevera », notamment l'historien et homme politique génois Girolamo Serra.
Initialement conservée dans la cathédrale Saint-Laurent, la table est ensuite gardée dans le Palais des pères de la commune, puis au palais ducal, avant d'être exposée dans le bureau du maire, au palais Tursi, jusqu'en 1993. À cette date, elle est transférée à sa place actuelle, au Musée archéologique ligure, près de la villa Durazzo-Pallavicini, à Gênes Pegli. Une copie de l'inscription est visible au siège de la commune de Campomorone.

## Contexte historique
Les faits auxquels se réfère la Sententia se passent au IIe siècle av. J.-C., période durant laquelle la présence romaine se consolide en Ligurie. Avant l'arrivée des Romains, les Ligures mènent une vie sylvo-pastorale et vivent dans des villages de cabanes situés sur des replats à mi-pente ou perchés sur les cimes des montagnes. Vers le VIe siècle av. J.-C., des groupes de Ligures du val Polcevera entrés en contact avec les Grecs et les Étrusques construisent la cité fortifiée de Gênes. Celle-ci s'élève près du port du Mandraccio, abri naturel sur la route de Marseille, alors colonie des Grecs. Grâce au commerce maritime, la nouvelle cité prospère rapidement. Les Genuates, dont le niveau de vie est de loin supérieur à celui de leurs voisins de l'arrière-pays, entretiennent aussi des rapports avec les Romains. Ces liens se resserrent au IIIe siècle av. J.-C. Durant la deuxième guerre punique, les Genuates sont alliés à Rome, bien que d'autres tribus ligures, soit à l'est, soit à l'ouest de Gênes, prennent parti pour les Carthaginois. En 205 av. J.-C., Magon Barca, frère d'Hannibal Barca, détruit la ville. Celle-ci est reconstruite rapidement, avec une aide déterminante des Romains, qui chargent le propréteur Spurius Lucretius de superviser les travaux.
Durant les décennies suivantes, les Romains étendent leur domination sur les terres des Ligures, battant les tribus de l'est et de l'ouest qui s'opposent farouchement à leur expansion. Dans ce contexte, Gênes conserve une position dominante sur les tribus de l'intérieur, dont les Viturii Langenses. Le nom de ces derniers dérive de l'actuel Langasco, quartier de Campomorone situé au centre de la zone habitée, pendant un temps, par cette tribu ligure. Une controverse oppose alors les Genuates et les Viturii au sujet de l'usage des terres communes et donne lieu à un arbitrage du Sénat romain.
Vers le milieu du IIe siècle av. J.-C., les Romains construisent la Via Postumia, qui conduit, à travers le val Polcevera, de Gênes à Libarna (près de l'actuelle Serravalle Scrivia), au-delà de l'Apennin, reliant la côte ligure aux colonies romaines de la plaine du Pô.

## Origines de la controverse
Déjà, quelques années avant la sententia, peu après la reconstruction de Gênes et la conquête romaine de l'intérieur des terres, vers 200 av. J.-C., les Viturii s'étaient opposés aux Genuates au sujet de l'utilisation des terres communes, qui n'appartenaient ni aux Genuates, ni aux Viturii, mais à l'État romain, par droit de conquête. Les terres des Viturii, confisquées par les vainqueurs, sont en partie réattribuées comme ager privatus aux Viturii. Ils ont pleine propriété de celles-ci et peuvent les transmettre à leurs héritiers. Une autre partie, plus vaste (l'ager publicus) est partiellement attribuée aux Genuates et en partie concédée aux Viturii Langenses, en échange d'un tribut (vectigal) à verser aux Romains, par l'intermédiaire des Genuates.
Les Viturii, confrontés à l'accroissement de leur population et à la nécessité d'accroître leurs revenus pour faire face aux tributs dus aux Romains, ajoutent des activités agricoles à leur économie sylvo-pastorale traditionnelle. Pour cela, ils déplacent leurs colonies vers l'aval, afin de disposer de terres plus fertiles et adaptées à la culture des céréales et du fourrage. Dans cette tentative d'étendre leurs terres agricoles privées sur l'emprise de l'ager publicus, sur lequel ils ne disposent que de droits limités aux activités sylvo-pastorales, ils entrent inévitablement en conflit avec les Genuates. Ceux-ci refusent de renoncer à leur suprématie économique sur l'intérieur des terres.
Le différend sur la définition des limites entre terres privées des Langensi et terres publiques et sur les règles pour la jouissance de ces dernières provoque une forte tension. Les Genuates emprisonnent même pendant un temps quelques Langensi qui avait désobéi à l'interdiction d'accéder aux terrains que les Génois estimaient devoir leur revenir.
Le territoire concerné par la controverse est particulièrement sensible, car il est traversé par la via Postumia, lien stratégique entre Gênes et la plaine du Pô. Les consuls et le Sénat décident d'intervenir directement, en envoyant sur place les deux magistrats cités par le texte, Quintus et Marcus Minucius Rufus. Après une enquête de terrain minutieuse, ceux-ci reviennent à Rome et édictent la sentence devant les envoyés des deux parties en cause. Cette sentence est rendue exécutoire par le Sénat, le 13 décembre de l'an 637 de Rome (117 av. J.-C.).

## La sentence
Par leur arbitrage, les Romains n'entendent pas imposer leur loi, mais sanctionner de leur autorité les rapports juridiques préexistants entre Gênes, cité confédérée, mais formellement autonome, et une communauté qui lui est sujette. Ils précisent la définition des limites des terres contestées et les modalités de leur utilisation par les deux parties et, dans une moindre mesure, par les autres communautés ligures citées dans le texte de la sentence.
La sentence définit les limites de l’ager privatus des Viturii Langensi, dont ils ont la propriété exclusive et pour lequel ils ne doivent aucun tribut. Les Genuates et les Viturii ont un droit d'usage de l’ager publicus, dont les limites sont également établies. Pour cet usage, les Viturii sont tenus de verser aux Génois un tribut annuel de 400 victoriati, éventuellement payable en nature (céréales ou vin). Toute attribution future, à des colons individuels Viturii ou Genuates (les autres communautés étant exclues, dans tous les cas), de terres appartenant à l’ager publicus, doit être décidée par la communauté des Viturii. Celle-ci perçoit alors une taxe auprès des nouveaux colons, alors qu'aucune imposition n'est due par les particuliers qui disposent déjà de terres dans l’ager publicus. Une partie des terres publiques, appelée ager compascuus, et destinée à des usages communs (pâturage, récolte de bois), est à la disposition, non seulement des Viturii et des Genuates, mais aussi, sous des conditions précises, des autres communautés ligures du Val Polcevera (Odiati, Dectunini, Cavaturini et Mentovini). Enfin, une petite clause de la sentence réglait la question des Viturii emprisonnés à cause de la controverse.
La sentence est gravée sur quelques plaques de bronze, dont une seule a été retrouvée. Les règles définies par la sentence restent en vigueur durant quelques décennies, mais, déjà à l'époque d'Auguste, les villages de l'intérieur des terres commencent à se dépeupler, mettant fin à l'économie agro-sylvo-pastorale des Viturii et des autres populations de l'intérieur. De nombreux Ligures, qui, entretemps, ont acquis la citoyenneté romaine, abandonnent les campagnes et émigrent à Gênes, pour y travailler comme artisans, ouvriers et petits commerçants. Les plus jeunes, pour améliorer leur position sociale, s'engagent dans les légions romaines.

## Zone concernée
Les tentatives des historiens pour identifier avec précision, à partir des données de l'inscription, le territoire controversé, sont nombreuses et pas toujours compatibles entre elles. La principale difficulté vient du fait que les noms actuels des montagnes, des torrents et des vallées sont complètement différents des toponymes utilisés par les anciens Ligures et minutieusement notés par les frères Minuci dans la sentence.
Selon les reconstitutions les plus crédibles, la zone centrale du litige se situe dans le Haut Val Polcevera, principalement sur les territoires des communes de Campomorone et Mignanego, mais s'étend aussi sur des terres appartenant aux communes de Ceranesi et Fraconalto, ainsi qu'au quartier génois de Pontedecimo.
Les terres privées étaient centrées sur la colline sur laquelle se trouve, aujourd'hui, le village de Langasco et où se dressait alors le château des Langensi. Elles comprenaient la zone entre les torrents Verde et Riccò, où s'élèvent actuellement les habitations de Campomorone et Mignanego (Vetrerie). La Via Postumia traversait cette zone sur la crête qui sépare les deux vallées, passant par les localités actuelles de Madonna delle Vigne (Mignanego) et Pietralavezzara (Campomorone), en direction du Passo della Bocchetta.
Les terres publiques, beaucoup plus étendues, entouraient les terres privées et formaient un triangle délimité par les torrents Verde et Riccò et, au nord, par la ligne de partage des eaux de l'Appenin. La zone s'étendait donc jusqu'à Pontedecimo, au confluent des deux torrents, occupant les rives gauche du val Verde et droite de la vallée du Riccò. Au nord, la limite des terres publiques suivait la ligne de partage des eaux de l'Apennin, passant par le col de Praglia et le Passo dei Giovi, le Bric di Guana, le mont Taccone (nommé mont Boplo dans la « table »), le mont Leco (le mont Tuledon de la « table »), le Passo della Bocchetta et le Pian di Reste. À l'époque, la Via Posthumia se dirigeait de là vers Fiaccone, (maintenant Fraconalto), avant de continuer vers Libarna (Serravalle Scrivia). Au-delà de l'actuel Passo della Bocchetta et de la ligne de partage des eaux de l’Apennin, la zone comprenait également de petites parcelles, dans le Val Lemme et dans la vallée de Scrivia. Quelques châteaux et lieux fortifiés sont cités, seulement partiellement identifiables, comme le « château appelé Aliano » (castelum qui vocitatus est Alianus) et situés sur les crêtes des montagnes qui dominent les divers cols de l'Apennin.
Après la controverse, quelques bornes monolithiques, grandes pierres verticales, sont érigées. Au moins deux d'entre elles ont été identifiées. La première se trouve sur une hauteur près de la localité Prato del Gatto, non loin de la route provinciale des Piani di Praglia. L'emplacement doit correspondre au Mons Lemurinus de la Table (« inde sursum iugo recto in montem Lemurinum summum, ibi terminus stat »). Une autre borne serait, actuellement, engloutie sous les eaux du lac artificiel de la Busalletta, au fond de la petite vallée qui sépare les communes de Mignanego et Fraconalto et passe par les localités de Case Torre (Fraconalto) et Bisonea (Mignanego).